# Tapio Rautavaara
Kaj Tapio Rautavaara (* 8. März 1915 in Pirkkala; † 25. September 1979 in Helsinki) war ein finnischer Leichtathlet, Musiker und Schauspieler. Seine Spezialdisziplin war der Speerwurf.

## Biografie

### Kindheit und Jugend
Tapio Rautavaara wuchs in Tampere auf. Er stammte aus ärmlichen Verhältnissen; seine Mutter war alleinerziehend, sein Vater unbekannt. In der Schule wurde er zu einer Zeit, in der in Finnland die Spannungen zwischen Linken und Konservativen sehr stark waren, von seinen Schulkameraden höhnisch „Balg eines Roten“ gerufen, und er hatte als Arbeiterkind Probleme mit den konservativ eingestellten Lehrern. Mitunter musste er aus Hunger Lebensmittel stehlen. Im Alter von zehn Jahren verkaufte Tapio linke Zeitungen an die Arbeiter der Firma Finlayson. Seine Mutter plante, nach Oulunkylä nahe Helsinki zu ziehen. Sie reiste voraus, und Rautavaara lebte ein Jahr lang in einem Kinderheim, bis er folgten konnte. An seinem neuen Wohnort fühlte er sich wohler, da er dort nicht mehr gemobbt wurde. Wegen seines schlechten gesundheitlichen Zustands, rieten ihm die Ärzte, Sport zu betreiben. Da er schon immer gerne Steine um die Wette geworfen hatte, entschied er sich für Speerwurf und trat dem Arbeitersportverein Oulunkylän Tähti bei, dem er sein Leben lang treu blieb.
Mit 13 musste Rautavaara die Schule verlassen, um zu arbeiten. Er verkaufte Zeitungen und Bücher in Eisenbahnen, womit er gut verdiente. Es heißt, dass er die Bücher, die er verkaufte, vorher las. Von seinem verdienten Geld kaufte er sich Musikinstrumente und belegte einen Kurs für Geigenspiel am Konservatorium in Helsinki, wo er einen auf drei Jahre angelegten Kurs innerhalb eines Jahres abschloss.

### Sportliche Laufbahn
Tapio Rautavaara gewann bei den Europameisterschaften 1946 in Oslo mit 66,40 m die Bronzemedaille im Speerwurf hinter dem Schweden Lennart Attervall und seinem finnischen Landsmann Yrjo Nikkanen. Zwei Jahre später, bei den Olympischen Spielen 1948 in London wurde er mit 69,77 m Olympiasieger. 1950 belegte er den fünften Platz bei den Europameisterschaften in Brüssel. Rautavaara war 1944 und 1945 sowie von 1947 bis 1949 finnischer Meister im Speerwurf. In den 1950ern wandte er sich dem Bogenschießen zu und gewann bei den Weltmeisterschaften 1955 in Helsinki Silber mit der Mannschaft, ehe er mit der finnischen Mannschaft 1958 Weltmeister wurde.

### Schauspieler und Musiker
Rautavaara war auch als Schauspieler und Musiker erfolgreich. Seine mehr als 300, meist ruhigen, sentimentalen Popsongs sind in Finnland heute noch populär. Seine Adaption des Johnny-Cash-Hits I Walk the Line (finnisch: Yölinjalla) gehört zu den meistgespielten Liedern am späten Abend. Rautavaara spielte in zahlreichen finnischen Filmen und war angeblich für die Rolle des Tarzan vorgesehen, nachdem Johnny Weissmüller seine Karriere beendet hatte.

## Erinnerung
Sein Denkmal steht in Oulunkylä, dem Helsinkier Stadtteil, in dem Rautavaara den größten Teil seines Lebens verbracht hatte.

## Filmografie
- 1945: Vain sinulle
- 1946: Synnin jäljet
- 1947: Kuudes käsky
- 1947: Kultamitalivaimo
- 1949: Sinut minä tahdon
- 1951: Aila, Pohjolan tytär
- 1951: Rion yö
- 1952: Salakuljettajan laulu
- 1953: Pekka Puupää
- 1953: 2 hauskaa vekkulia
- 1953: Me tulemme taas
- 1954: Kummituskievari
- 1955: Veteraanin voitto
- 1955: Villi Pohjola
- 1955:  Kaunis Kaarina
- 1958: Kahden ladun poikki
- 1960: Molskis, sanoi Eemeli, molskis!
- 1961: Tähtisumua
- 1964: X-paroni
- 1970: Anna

## Diskografie
- Päivänsäde ja menninkäinen, 1949/1965
- Reissumies ja kissa, 1949 (FI: Gold)[2]
- Kulkuri ja joutsen, 1950
- Isoisän olkihattu, 1951/1964
- Ontuva Eriksson, 1951
- Sininen uni, 1952
- Juokse sinä humma, 1953
- Huutolaispojan laulu, 1956
- Kulkuriveljeni Jan, 1956
- Yölinjalla, 1962
- Tuopin jäljet, 1963
- Häävalssi, 1969 (Single, FI: Gold)
- Isoisän olkihattu, 1969 (Single, FI: Gold)
- Vain merimies voi tietää, 1969 (Single, FI: Gold)
- Korttipakka, 1976
- Kulkurin taival 1946-1979, 1979 (FI: Gold)
- Reissumiehen taival, 1980 (FI: ×2Doppelplatin )
- Reissumiehen taival 2, 1983 (FI: Gold)
- En päivääkään vaihtaisi pois (FI: Gold)